# Michael Messner (hockeista su ghiaccio)
Michael Messner (Vipiteno, 17 giugno 1994) è un ex hockeista su ghiaccio italiano, di ruolo difensore.

## Carriera

### Club
Difensore di stecca destra, Messner si è formato nella giovanili della squadra della sua città, i Vipiteno Broncos, e nel più competitivo campionato giovanile tedesco Deutsche Nachwuchsliga con gli Starbull Rosenheim.
Nel 2012 è tornato ai Broncos, esordendo in prima squadra, che militava in serie A2; con la squadra vinse la Coppa di Lega e, a causa della scelta dell'HC Appiano di iscriversi in Inter-National-League, vennero promossi in massima serie.
Messner fu confermato in massima serie sia per la stagione 2013-2014 che per quella 2014-2015.
Nel mese di novembre del 2014, a causa del roster ricco di difensori della squadra, venne girato in prestito ad un'altra squadra della massima serie, l'HC Appiano, con cui ha raggiunto la qualificazione ai play-off.
Tornato ai Broncos, fu ceduto ad una squadra della Suomi-sarja, la terza serie finlandese, l'Imatran Ketterä. A causa di un infortunio perse parte della stagione e il posto da titolare, e già nel mese di febbraio 2016 ha lasciato la Finlandia per fare ritorno nel campionato italiano, con la maglia del Cortina.
Al termine dei play-off ha fatto ritorno al Vipiteno.

### Nazionale
Ha vestito le maglie dell'Italia under 18 e dell'Italia under 20, disputando due edizioni per ciascuno dei mondiali di categoria.